# 아이작 석세스
아이작 석세스(Isaac Success, 본명: 아이작 석세스 아자이, Isaac Success Ajayi, 1996년 1월 7일 ~ )는 현재 세리에 A 클럽 우디네세의 포워드로 활약하는 나이지리아 프로 축구 선수이다.

## 클럽 경력
석세스는 베닌시티에서 탄생했다. 지역 측 BJ 재단 아카데미에 정기적으로 출연하면서 경력을 시작했다.
2013년 11월 석세스는 €400,000의 수수료에 2014년 1월부터 우디네세 칼초와 5년 계약에 동의했다. 그러나 그는 이듬해 3월에야 취업 허가를 받았고, 즉시 그라나다 CF에 합류하여 세군다 디비시온 B의 예비군으로 배정되었다.
2014년 8월 31일, 석세스는 18세 7개월의 나이에 엘체 CF를 상대로 1-1 원정 무승부를 기록하며 라리가 경기에 출전한 최연소 선수로 1군 데뷔전을 치렀다. 그는 12월 7일, 발렌시아 CF와의 홈 무승부에서 같은 득점을 기록하며 프로 첫 골을 기록했다. 2015년 8월 7일, 석세스는 클럽과의 관계를 확장하여 2019년까지 계약하고 영구적으로 메인 스쿼드로 승격되었다.
2016년 7월 1일, 석세스는 그라나다에서 약 1,250만 파운드로 추산되는 기록적인 이적료로 왓포드와 5년 계약을 맺었다. 그는 2016-17 시즌에 19경기에 출전하여 한 골을 넣었고, 2017-18 시즌에 단 한 경기 출전한 후 2018년 1월 31일에 말라가로 임대되었다.
2021년 8월 26일 석세스는 이탈리아 클럽 우디네세와 3년 계약을 맺었다.

## 국제 경력
2013년에 석세스는 올해의 FIFA U-17 월드컵을 위해 나이지리아 17세 이하 대표팀에 소집되었으며 부주장으로도 지명되었다. 그는 처음 두 경기에 출전했지만 부상으로 나머지 토너먼트에서 제외되었다. 석세스는 2016년 10월 잠비아와의 2018 FIFA 월드컵 예선을 위해 나이지리아 시니어 팀에 처음으로 소집되었다. 2017년 3월 23일 석세스는 나이지리아에서 데뷔했으며, 런던의 하이브 스타디움에서 세네갈에 대항하여 1:1 무승부를 했다.